# هری اونز
هری اونز (انگلیسی: Harry Owens؛ ۱۸ آوریل ۱۹۰۲ – ۱۲ دسامبر ۱۹۸۶) یک موسیقی‌دان ، آهنگساز و تنظیم‌کننده اهل ایالات متحده آمریکا بود.
او در سال ۱۹۳۷ میلادی، برندهٔ جایزه اسکار بهترین ترانه شد.